# 金島村 (福岡県)
金島村（かねしまむら）は、かつて福岡県三井郡にあった村。

## 歴史
- 1889年（明治22年）4月1日 - 町村制施行により、御井郡金島村、八重亀村、中川村［大部分］、守部村［一部］、冨多村［一部］が合併し、金島村が発足。
- 1896年（明治29年）4月日 - 郡の統合により御井郡が山本郡、御原郡と合併し三井郡に属する[1]。
- 1955年（昭和30年）3月1日 - 北野町、弓削村、大城村と合併して新たな北野町となり消滅。

## 出身著名人
- 鹿毛信盛（貴族院多額納税者議員）